# Cárcel de Obrajes
El Centro de Orientación Femenina de Obrajes, conocido también  como Cárcel de Mujeres de Obrajes o Penal de Obrajes,  es un centro penitenciario de Bolivia ubicado en la ciudad de La Paz que alberga exclusivamente a reclusas.

## Historia
La historia de la cárcel femenina de Obrajes se remonta prácticamente hasta la década de 1950 cuando durante esa época los principales centros penitenciarios en Bolivia eran todavía compartidos por ambos géneros. Sin embargo, durante el gobierno del presidente Hugo Ballivián Rojas (1951-1952) se emitió el decreto supremo N° 2626 que ordenó la creación de una "Penitenciaria Central de Mujeres", pero aún  no estaba definido el lugar donde funcionaria dicha prisión.

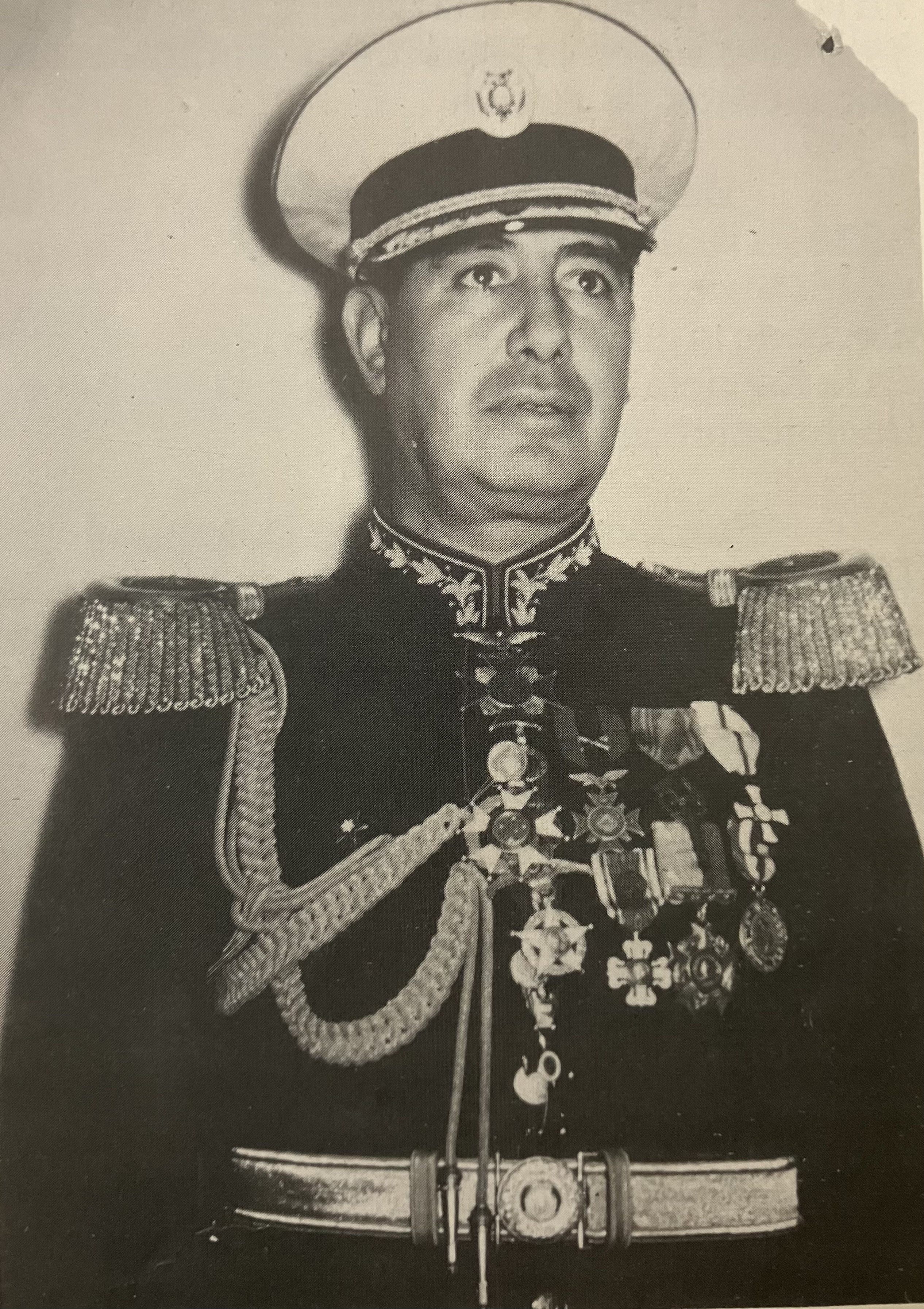
Presidente Hugo Ballivián Rojas (1901-1993) gobernó Bolivia por solamente apenas 1 año desde 1951 hasta su caída del poder durante la Revolución Nacional de 1952.

El lugar donde se encuentran actualmente las instalaciones del centro de reclusión de Obrajes pertenecían en la década de 1950 a María Isaura Miranda, una mujer ya muy anciana pero millonaria y que al momento de fallecer no dejó herederos. Después de su muerte, varias personas decidieron ir a juicio por obtener su gran propiedad de 7.716 metros cuadrados a la cual había denominado como "Villa María".
El 27 de septiembre de 1956, durante el primer gobierno del presidente Hernán Siles Suazo, este decide firmar el Decreto Supremo N° 4501 , norma mediante la cual el estado boliviano expropia oficialmente el terreno disputado por particulares, con el objetivo de construir nuevas instalaciones penitenciarias exclusivamente  para mujeres.